# Viburnum edule
Viburnum edule eller skogshallon, är en desmeknoppsväxtart som först beskrevs av André Michaux, och fick sitt nu gällande namn av Constantine Samuel Rafinesque. Viburnum edule ingår i släktet olvonsläktet, och familjen desmeknoppsväxter. Inga underarter finns listade i Catalogue of Life.

## Bildgalleri

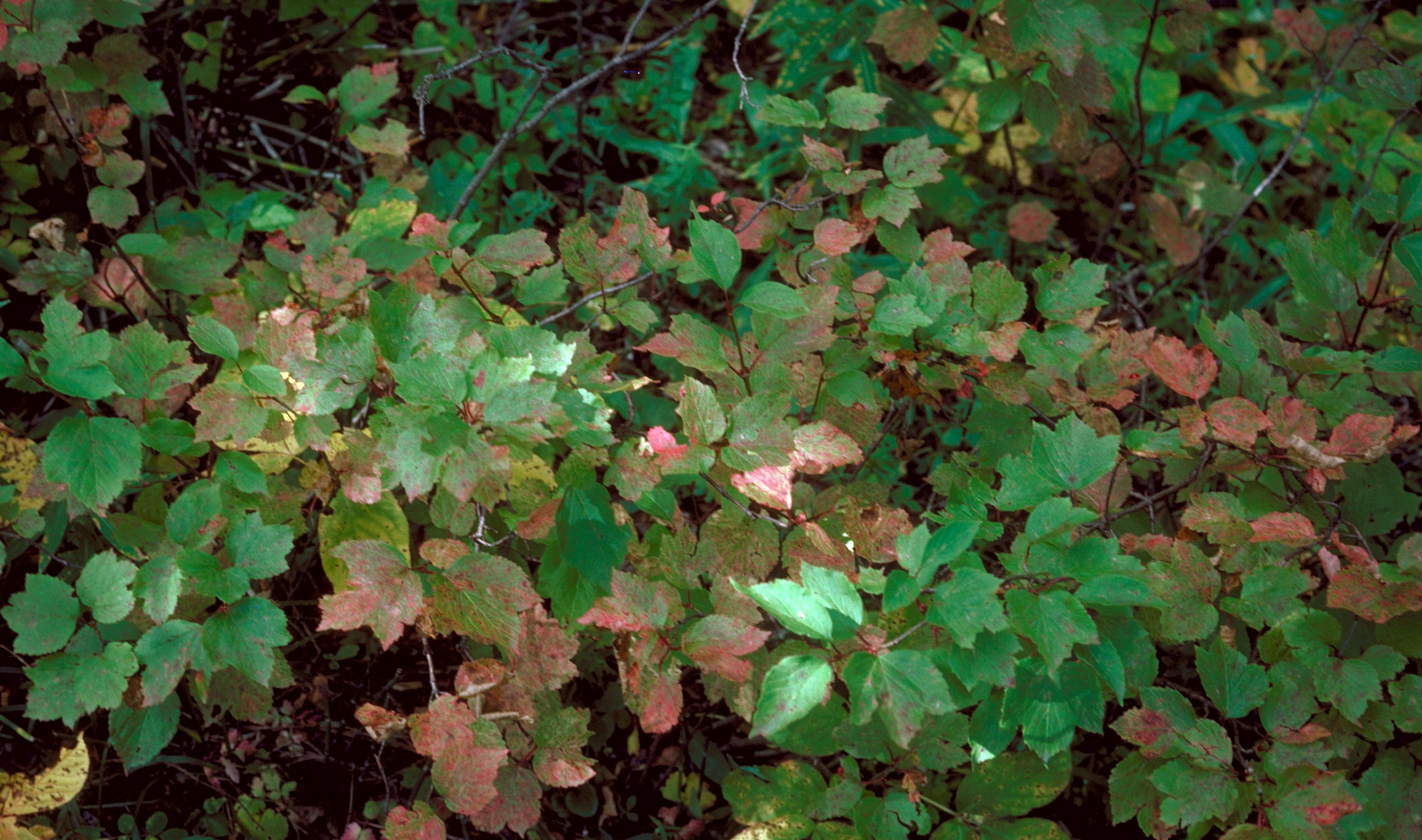
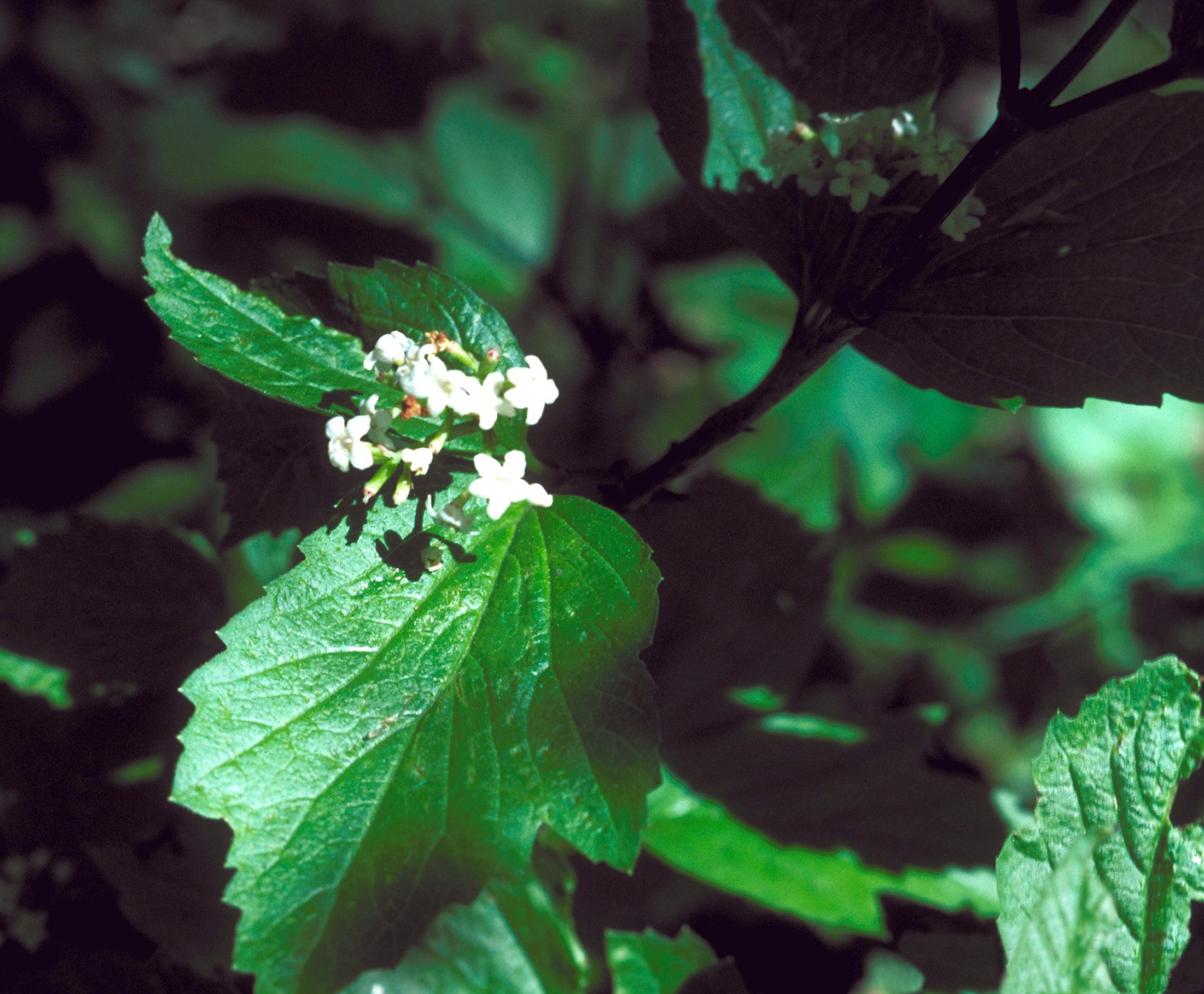